# Les Églises-d’Argenteuil
Les Églises-d’Argenteuil ist eine französische Gemeinde mit 533 Einwohnern (Stand: 1. Januar 2022) im Département Charente-Maritime in der Region Nouvelle-Aquitaine (vor 2016: Poitou-Charentes); sie gehört zum Arrondissement Saint-Jean-d’Angély und zum Kanton Matha (bis 2015: Kanton Saint-Jean-d’Angély). Die Einwohner werden Argenteuillais und Argenteuillaises genannt.

## Geographie
Les Églises-d’Argenteuil liegt etwa 67 Kilometer ostsüdöstlich von La Rochelle in der Saintonge. An der nordwestlichen Gemeindegrenze verläuft der Fluss Boutonne, im Norden sein Zufluss Saudrenne. Umgeben wird Les Églises-d’Argenteuil von den Nachbargemeinden Rives-de-Boutonne im Norden, Aulnay im Nordosten, Paillé im Osten und Nordosten, Saint-Pierre-de-Juillers im Osten und Südosten, Varaize im Süden, Poursay-Garnaud im Südwesten, Vervant und Antezant-la-Chapelle im Westen sowie Saint-Pardoult im Nordwesten.

## Bevölkerungsentwicklung
| Jahr                      | 1962 | 1968 | 1975 | 1982 | 1990 | 1999 | 2006 | 2013 | 2020 |
| Einwohner                 | 579  | 572  | 518  | 530  | 545  | 507  | 521  | 524  | 525  |
| Quelle: Cassini und INSEE |      |      |      |      |      |      |      |      |      |

## Sehenswürdigkeiten
- Kirche Saint-Vivien aus dem 12. Jahrhundert, Westfassade und Säulen des Chors seit 1949 als Monument historique eingeschrieben

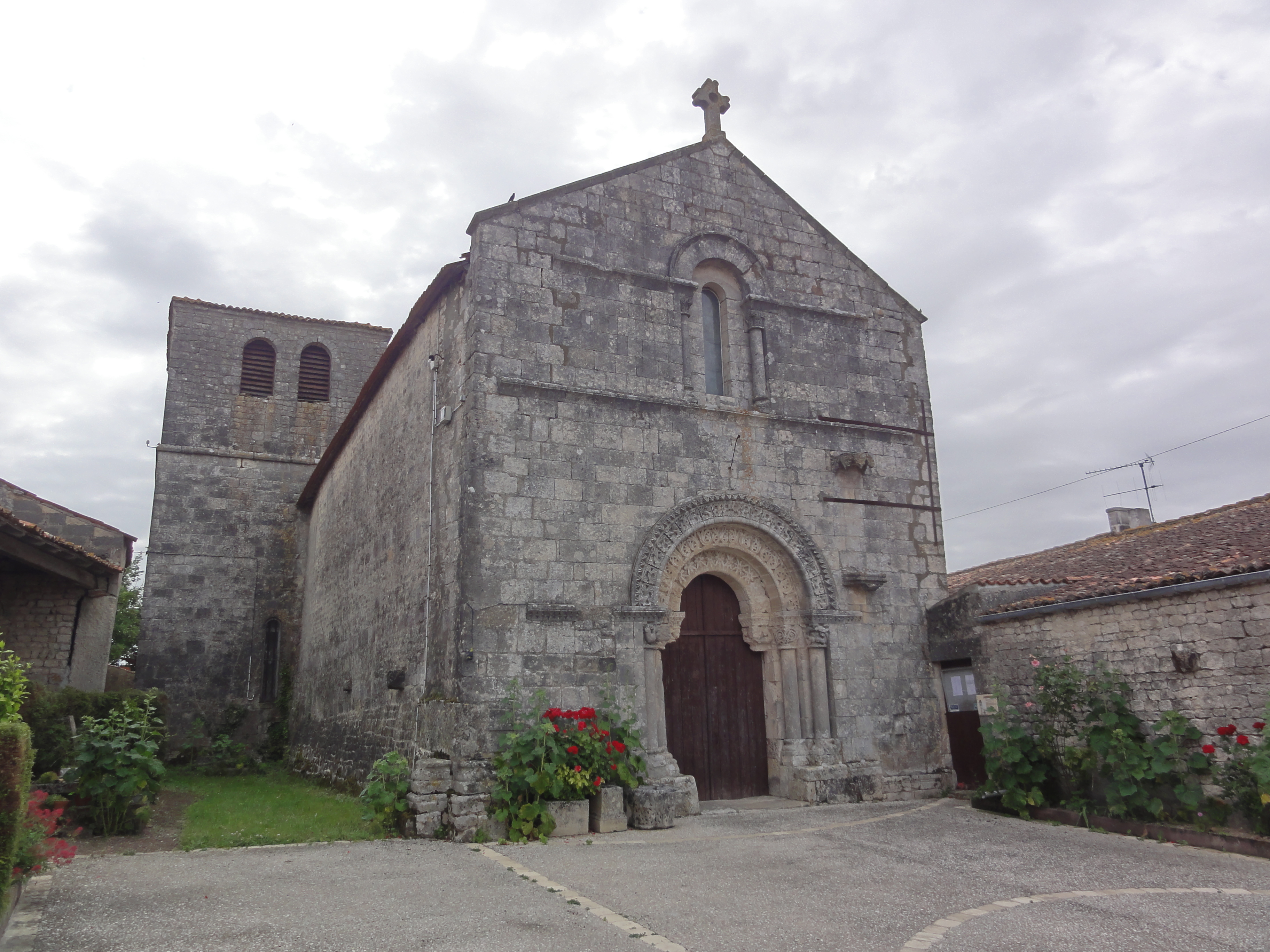
Kirche Saint-Vivien

(siehe auch: Liste der Monuments historiques in Les Églises-d’Argenteuil)